# 梅生伟
梅生伟，清华大学电机系教授，主要从事电力系统安全控制与新能源高效利用方面的研究工作。入选中华人民共和国教育部2009年度"长江学者"特聘教授。曾就读于中国科学院系统科学研究所。